# Joseph Alfs
Joseph Alfs (* 25. November 1910 in Essen; † 16. Dezember 1943 bei San Pietro nahe Montecassino) war ein deutscher Provinzialrömischer Archäologe.

## Leben
Alfs besuchte das Gymnasium in Essen und studierte nach dem Abitur Ostern 1933 vom Sommersemester 1933 bis zum Sommersemester 1934 zunächst an der Universität Münster Klassische Archäologie, Klassische Philologie und Alte Geschichte. Vom Wintersemester 1934/35 bis zum Sommersemester 1935 studierte er an der Universität Berlin, wo er zusätzlich Vorgeschichte belegte. Danach kehrte er nach Münster zurück, wo er am 12. Mai 1937 die Promotionsprüfung bei Friedrich Matz ablegte. 
Danach war er mit Museums- und Ausgrabungsarbeiten in Mainz (RGZM), Wiesbaden (Grabhügelgrabung im Westerwald), Frankfurt (Römisch-Germanische Kommission, Grabung am Kastell Zugmantel) und Trier tätig. Vom 1. November 1938 bis 31. März 1939 war er kurzzeitig kommissarischer Direktor des Saalburg-Museums, seit dem 1. April 1939 war er am Badischen Landesmuseum Karlsruhe angestellt, wo er für die Antikenabteilung und die Vor- und frühgeschichtliche Sammlung zuständig war, die jedoch schon bald aus Luftschutzgründen ins Depot verbracht wurden. Daneben beschäftigte er sich wissenschaftlich mit römischen Denkmälern Badens und führte Ausgrabungen in Laufenburg und Oberbronn bei Hagenau durch. 
Seit dem 8. September 1942 war er Soldat bei der Wehrmacht. Für 1943/44 wurde ihm das Reisestipendium des Deutschen Archäologischen Instituts verliehen, das er jedoch auf Grund des Krieges, er war seit September 1938 zur Wehrmacht eingezogen, nicht antreten konnte. Er fiel bei den Kämpfen um San Pietro bei Montecassino im Dezember 1943.

## Veröffentlichungen
- Die Gemmen des Alsener Typus und ihre Verwandten in Hildesheim. In: Zeitschrift für Ethnologie. Band 70, 1938, S. 18–23.
- Der bewegliche Metallpanzer im römischen Heer. Die Geschichte seiner Herkunft und Entwicklung. In: Zeitschrift für historische Waffen- und Kostümkunde. 7, 1941, S. 69–126 (zugleich Dissertation Münster 1937).
- Ur- und Frühgeschichtliches, römische Denkmäler. In: Die Kunstdenkmäler der Stadt Baden-Baden, Die Kunstdenkmäler des Grossherzogthums Baden Bd. 11, 1, Karlsruhe 1942, S. 25–46.
- Die geschnittenen Steine an den Kirchenschätzen in Hildesheim. In: Niedersächsisches Jahrbuch für Landesgeschichte. Band 19, 1942, S. 1–39.